# Jang Yoon-ju
Jang Yoon-ju (in coreano: 장윤주; Seul, 7 novembre 1990) è una modella e conduttrice televisiva sudcoreana, famosa per essere la presentatrice di Korea's Next Top Model.

## Filmografia parziale

### Cinema
- Veteran (베테랑 - Beterang), regia di Ryoo Seung-wan (2018)

### Televisione
- La casa di carta: Corea (종이의 집: 공동경제구역) – serie TV (2022-in corso)
- La regina delle lacrime (눈물의 여왕?, Nunmur-ui yeo-wangLR)) – serie TV (2024)